# Detroit Vagabond Kings 1948-1949
La stagione 1948-49 dei Detroit Vagabond Kings fu l'unica nella NBL per la franchigia.
I Detroit Vagabond Kings uscirono dalla lega il 17 dicembre 1948 e vennero sostituiti dai Dayton Rens, che terminarono il campionato al loro posto. Al momento dell'interruzione dell'attività avevano un record di 2-17.

## Roster
| N° | Naz.                   | Ruolo | Sportivo         | Anno | Alt. | Peso |
| -- | ---------------------- | ----- | ---------------- | ---- | ---- | ---- |
|    | Stati Uniti (bandiera) | G     | Ollie Shoaff     | 1923 | 178  | 75   |
|    | Stati Uniti (bandiera) | G     | Johnny Sebastian | 1921 | 183  | 84   |
|    | Stati Uniti (bandiera) | A     | Ben Schadler     | 1924 | 183  | 82   |
|    | Stati Uniti (bandiera) | AC    | Hal Devoll       | 1923 | 198  | 95   |
|    | Stati Uniti (bandiera) | AC    | Dave Latter      | 1922 | 198  | 95   |
|    | Stati Uniti (bandiera) | GA    | Dillard Crocker  | 1925 | 193  | 93   |
|    | Stati Uniti (bandiera) | GA    | Del Loranger     | 1920 | 191  | 79   |
|    | Stati Uniti (bandiera) | AC    | Art Bakeraitis   | 1925 | 193  | 95   |
|    | Stati Uniti (bandiera) | C     | Tony Kaseta      | 1923 | 203  | 100  |
|    | Stati Uniti (bandiera) | A     | Doyle Cofer      | 1923 | 193  |      |
|    | Stati Uniti (bandiera) | G     | Fred Campbell    | 1920 | 180  | 79   |
|    | Stati Uniti (bandiera) | G     | Dick Shrider     | 1923 | 188  | 86   |
|    | Stati Uniti (bandiera) | GA    | Paul Juntunen    | 1921 | 185  | 82   |

## Staff tecnico
- Allenatore: King Boring